# Seela Sella

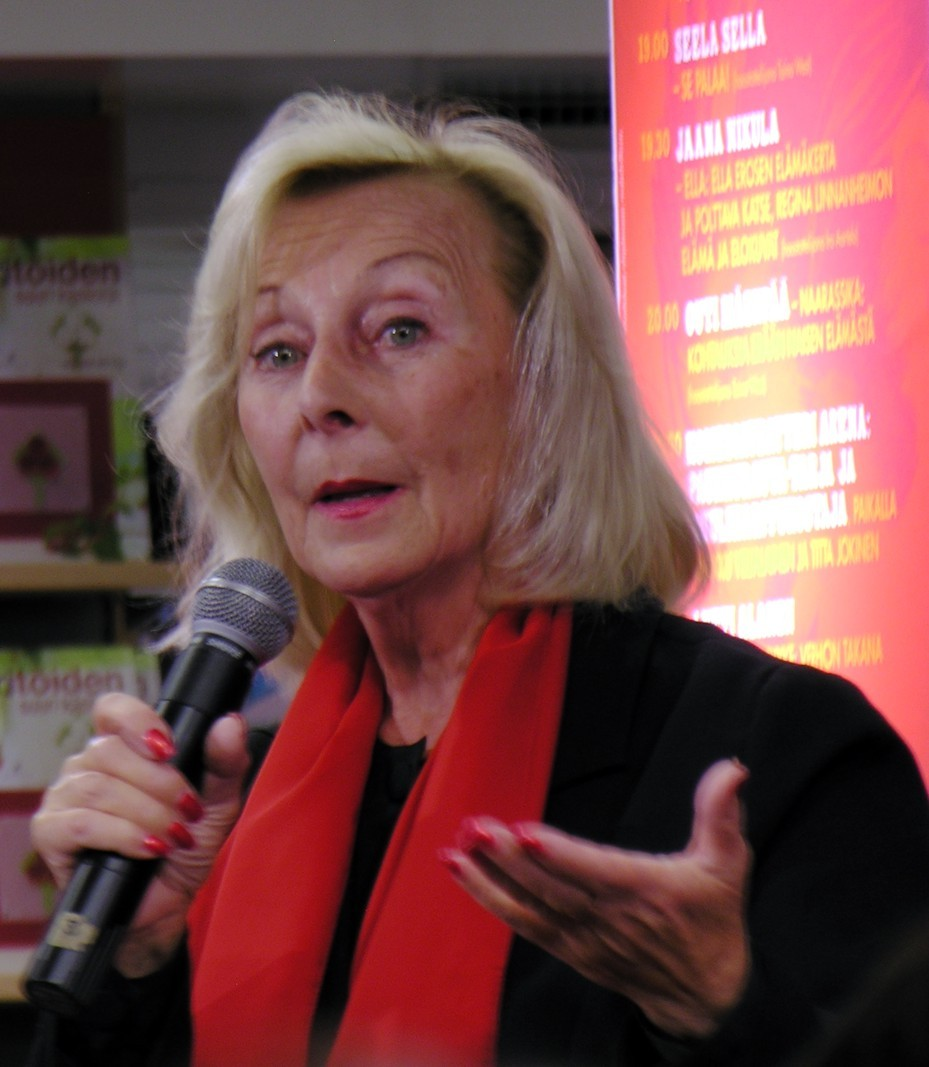
Seela Sella (2008)

Seela Maini Marjatta Sella (* 30. Dezember 1936 in Tampere als Seela Maini Marjatta Virtanen) ist eine finnische Schauspielerin.

## Leben
Seela Sella absolvierte 1959 ihr Schauspielstudium an der Theaterakademie Helsinki. Bereits während ihrer Studienzeit spielte sie Theater und war auch anschließend an mehreren Theatern fest angestellt. So spielte sie am Arbeitertheater Tampere, dem Tampereen Komediateatteri und dem Teatteri Jurkka.
Nachdem sie ab Anfang der 1960er Jahre regelmäßig in unterschiedlichen Fernsehproduktionen zu sehen war, debütiert sie 1975 mit der von Risto Jarva inszenierten Liebeskomödie Der Mann, der nicht nein sagen konnte auf der Leinwand. Seitdem war sie in über 100 Film- und Fernsehproduktionen zu sehen, wobei sie häufig Gastauftritte hatte und Nebenrollen verkörperte. Mit ihren Darstellungen in Kalteva torni, Pikkusisar und Yksinpuhuja wurde sie insgesamt drei Mal für den nationalen Filmpreis Jussi als Beste Nebendarstellerin nominiert. Für letzteren, das von Timo Humaloja inszenierte Drama Yksinpuhuja wurde sie ausgezeichnet.
Während ihrer Schauspielkarriere verkörperte sie in drei unterschiedlichen Filmen Aino Sibelius, die Ehefrau des finnischen Komponisten Jean Sibelius. Zum ersten Mal spielte sie sie in der 1990 von Anssi Blomstedt inszenierten Literaturverfilmung Axel. Zum zweiten Mal spielte sie Aino Sibelius in der 2003 veröffentlichten Filmbiografie Sibelius. Ihre bisher letzte Darstellung war in dem 2005 ausgestrahlten Fernsehfilm Puhtaaksikirjoittaja.
Seela Sella war von 1962 bis zu seinem Tod 1992 mit dem Schauspieler Elis Sella verheiratet. Für ihn konvertierte sie zum Judentum. Mit ihm hat sie zwei gemeinsame Kinder, einen Sohn und eine Tochter.

## Filmografie (Auswahl)
- 1975: Der Mann, der nicht nein sagen konnte (Mies, joka ei osannut sanoa EI)
- 1978: Ein unbekannter Freund (Tuntematon ystävä)
- 1980: Eine fröhliche Fuhre (Za spichkami)
- 1984: Yksinpuhuja
- 1990: Axel
- 1999: Pikkusisar
- 2003: Sibelius
- 2005: Puhtaaksikirjoittaja
- 2006: Kalteva torni
- 2014: Unfassbar (Ihan sama, Miniserie)